# Ragnar Sundberg
Ragnar August Sundberg, född 4 oktober 1883 i Nederluleå församling, Norrbottens län, död 14 januari 1962 i Luleå domkyrkoförsamling, var en svensk ämbetsman.

## Biografi
Sundberg var son till häradshövdingen Gustaf Sundberg och Blenda Pipon. Han avlade hovrättsexamen i Uppsala 1907 och genomförde tingstjänstgöring i Luleå och Gällivare domsaga 1907–1911. Sundberg blev andre länsnotarie 1912, länsassessor 1917 och landssekreterare 1933, allt i Norrbottens län. Han var ledamot av svensk-finska delegationen för ordnandet av laxfisket i Torne älv, höll föredragningar i lappärenden från 1918 och genomförde ett flertal resor i Nordnorge och Finland i ärenden rörande lappväsendet och flottning. Sundberg gjorde även tolkningar av finska språket vid länsstyrelsen och domstolen.
Sundberg gifte sig 1919 med Gusti Forsström (född 1889), dotter till kronofogde Frans Forsström och Matilda, född Kutuniva. Dottern Inger (1927–1996) var 1947–1952 gift med Torsten Bergmark och därefter med Olle Langert.

## Utmärkelser
- Kommendör av andra klassen av Nordstjärneorden, 5 juni 1948.[3]
- Riddare av Nordstjärneorden, 1938.[4]
- Riddare av första klassen av Vasaorden, 1910.[5]
- Kommendör av andra klassen av Finlands Vita Ros’ orden, senast 1955.[3]
- Riddare av första klassen av Norska Sankt Olavs orden, senast 1955.[3]